# Tiramakhan Traore
Pour l’article homonyme, voir Traoré.
Tiramakan Traore (parfois transcrit Tiramakan Traoré ou Tiramaghan, ou encore Tirimakan Trawally) est un général de l'empire Mandingue  du  XIIIe siècle qui sert sous le règne de Soundiata Keïta.

## Biographie
Tiramakan étend le pouvoir du Mali vers l'ouest et fonde le royaume Kaabu. Au cours de ces conquêtes, il aurait vaincu le roi baïnouk Kikiko et annexé son royaume,. 
Selon Wa Kamissoko, qui réfute une tradition selon laquelle la tombe de Tiramakan se trouverait en Gambie, Tiramakan a sa tombe dans le village de Barazan, à une vingtaine de kilomètres au sud de Kangaba, dans l'ancienne superficie du territoire de Kanniokon qui formait le domaine de Tiramakan. La tombe de Tiramakan est ornée par un arbre sounsoun, espèce à laquelle il a donné son nom dans certaines régions d'Afrique de l'Ouest(les Malinkés du Haut-Niger nomment cet arbre Tiramakan-benben ; ils associent son apparition aux années fastes et sa disparition aux années néfastes). Cette tombe a fait l'objet d'un culte de la part principalement des descendants de Tiramakan, qui lui offraient des sacrifices, et notamment de la part de Silamakan Ba-Koïta, roi de la ville de Soro vers la fin du Xe siècle.
La famille royale guelwar, notamment la famille royale du Kaabu avant sa défaite lors de la bataille de Kansala (mai 1867), affirme descendre de Tiramakan. 

## Dans les épopées mandingues
Tiramakan apparaît dans l'épopée de Soundiata, où il a pour nom de naissance Dan Massa Woulani, Tiramakan (ou Taramakan, ou Tarawélé) étant son nom de chasseur. Par ailleurs, Tiramakan est un Traoré. Dans la version de Babou Condé rapportée par Camara Laye, ce chasseur apparaît sous le nom de Moké Dantouman. Dans la version de l'épopée relatée par Wa Kamissoko dans La Grande Geste du Mali, Dan Massa Woulani et son frère Dan Massa Woulamba sont les deux chasseurs qui, grâce à un stratagème patient, parviennent à se concilier Dô-Kamissa, la femme qui se transformait régulièrement en buffle et ravageait sous cette forme leur région natale (épisode appelé la « guerre du buffle »). Ce sont également eux qui, par la suite, remarquent Sogolon Kèdjougou, et, malgré sa laideur, lui font épouser Fara-Koro Makan Kègni, à qui elle donne notamment pour fils Soundiata Keïta. 
Par la suite, après la victoire de Soundiata sur Soumaoro Kanté, Tiramakan est présenté comme le principal allié qui aide Soundiata à consolider son pouvoir et à réprimer les velléités de révolte ou d'indépendance de ses anciens alliés : Tiramakan vainc et capture ainsi plusieurs rois de la région, dont Kôla Massa Dan Touroumé, Digui Massan Djigui et Bélé Faga Bélé, et les contraint à accepter l'autorité de Soundiata. L'autre grand allié de Soundiata pendant son début de règne est Manden Fakoli. Dans l'épopée, contrairement à Soundiata lui-même, qui ne pratique jamais l'esclavage, Tiramakan est présenté comme ayant capturé et vendu nombre de ses adversaires vaincus, pratique à laquelle Manden Fakoli s'adonne également. À un moment donné, Tiramakan mène également une expédition contre Djolofin-Mansa, qu'il tue et prive de ses possessions. Il se rend également dans le royaume de Bambouk pour exiger de son roi, Frèmban, qu'il se soumette à Soundiata, mais Frèmban refuse et part dans une région plus lointaine où il se constitue un royaume, Baya, rendu prospère par la découverte de gisements d'or ; par la suite, cependant, Tiramakan parvient à convaincre Frèmban de revenir au Manden.
Dans certains passages concernant la prise du pouvoir par Soundiata sur le Manden, Soundiata n'accepte pas directement le statut de mansa (roi) de la part de ses sujets, mais de la part de Tiramakan, qui, ayant réuni tout le peuple sous son autorité, s'en remet à son tour à Soundiata à qui il demande d'accepter le pouvoir.
Un autre épisode de l'épopée raconte la mort de la fille de Tiramakan, Kènda Kala Niagalén Traore. Kènda Kala Niagalén Traore épouse Niani Massa Kara, roi de Niani Kouroula. Lorsque Soumaoro Kanté vient ravager le Mandé, Niani Massa Kara fuit la guerre : il quitte Niani et va fonder Sobè, où il réside jusqu'à la victoire de Soundiata Keïta sur Soumaoro. Mais lorsque Soundiata envoie Wourè-Wourè Solomani porter à Niani Massa Kara un message pour lui demander de lui prêter allégeance, Niani Massa Kara s'y refuse. Fakoli Doumbia, l'un des principaux chefs de guerre de Soundiata, se charge alors de venger l'affront et tend un piège à Niani Massa Kara : il corrompt Kènda Kala Niagalén en lui offrant de l'or, et, de cette façon, la persuade de trahir son mari. Kènda Kala Niagalén profite du moment où Niani Massa Kara prend son bain pour lui dérober la bague qui recèle sa puissance guerrière. Elle laisse ensuite tomber son bracelet, et, à ce signal, Fakoli Doumbia, posté à proximité hors de vue de Niani Massa, décoche une flèche mortelle sur le roi dévêtu. C'est ainsi que Fakoli Doumbia assassine Niani Massa Kara. Par la suite, Kènda Kala Niagalén, désormais veuve, pense épouser Fakoli Doumbia, mais celui-ci la fait exécuter pour sa trahison. Tiramakan est peiné par la mort de sa fille mais ne proteste pas. Selon Wa Kamissoko et d'autres traditionalistes, Fakoli met à profit la rébellion de Niani Massa Kara pour porter indirectement atteinte à Tiramakan à travers sa fille, le tout par jalousie envers les nombreux exploits militaires de Tiramakan, ce qui contribue à installer une haine durable entre les deux chefs de guerre.